# Hardcore Justice (2015)
L'édition 2015 de Hardcore Justice est une manifestation de catch professionnel télédiffusée et visible pour la seconde fois en direct sur la chaine Spike TV. Habituellement, Hardcore Justice est un PPV disponible uniquement en paiement à la séance. L'événement, produit par la Total Nonstop Action Wrestling, s'est déroulée le 16 mars 2015 à l'Impact Wrestling Zone à Orlando, et a été télédiffusée le 1er mai 2015. Il s'agit de la onzième édition de Hardcore Justice.

## Contexte
Les spectacles de la Total Nonstop Action Wrestling en paiement à la séance sont constitués de matchs aux résultats prédéterminés par les scénaristes de la TNA. Ces rencontres sont justifiées par des storylines - une rivalité avec un catcheur, la plupart du temps - ou par des qualifications survenues dans les émissions de la TNA telles que Impact Wrestling et Xplosion. Tous les catcheurs possèdent un gimmick, c'est-à-dire qu'ils incarnent un personnage face (gentil) ou heel (méchant), qui évolue au fil des rencontres. Un pay-per-view comme Destination X est donc un évènement tournant pour les différentes storylines en cours.

## Matchs de la soirée
| #                                                                | Matchs,                                                                                                | Stipulation                                                  | Durée |
| ---------------------------------------------------------------- | --- | ------------------------------------------------------------ | ----- |
| Dark                                                             | Bobby Roode bat Robbie E                                                                               | Match simple                                                 |       |
| 1                                                                | Davey Richards et The Hardys (Jeff Hardy et Matt Hardy) battent The Revolution (Abyss, Khoya et Manik) | 6-man Tag Team Street Fight match                            |       |
| 2                                                                | Kenny King bat Rockstar Spud (c), Mandrews et Tigre Uno                                                | Fatal 4 Way Ladder match pour le TNA X Division Championship |       |
| 3                                                                | Taryn Terrell (c) bat Brooke                                                                           | Match simple pour le TNA Women's Knockout Championship       |       |
| 4                                                                | Drew Galloway bat Low Ki                                                                               | Pipe On A Pole match                                         |       |
| 5                                                                | Eric Young bat Kurt Angle                                                                              | Stretcher match                                              |       |
| (c) désigne le(s) champion(s) défendant son titre dans le match. | |                                                              |       |